# Nyge Aero VLA-1 Sparven
VLA-1 Sparven är ett svenskt högvingat flygplan med skjutande propeller.
VLA-1 Sparven (Sparrow) skall tydas som Very Light Aircraft där 1 betyder att det är första modellen och Sparven var det namn som segrade i namnpristävlan.
Idén till flygplanet uppkom under en lunch 1981 mellan KSAK generalsekreterare Sven Hugosson och Nygekoncernens chef Curt Johansson, där man diskuterade problemet med den höga dollarkursen och dess betydelse för priset på importerade flygplan. Efter omfattande marknadsundersökningar av Nyge-Aero och KSAK visste man att marknaden önskade ett flygplan som var billigt i inköp och drift, högvingat och med fast landställ.
Alla önskemål om flygplanets utseende prestanda och materialval överlämnades till en amerikansk konsultgrupp, för att på den vägen underlätta konstruktionsarbetet. Konsultgruppen som leddes av Jim Stewart utförde alla detaljritningar och hållfasthetsberäkningar på ett par månader. I USA producerades en prototyp som premiärflög med en 68 hästars Revmastermotor årsskiftet 1983-1984. Under hösten 1983 inleddes tillverkningen av den svenska prototypen vid Nyges verkstäder i Nyköping.
Flygplanet är ett högvingat helmetallflygplan med skjutande propeller. Centralkroppen är försedd med ett kraftigt ramverk som skall samla belastningen från vingar, landställ och motorfundament. Flygplanet manövreras på konventionellt sätt med höjd-, skev- och sidroder som manövreras med pedaler och en styrspak. Flygplanets två sittplatser är placerade i tandem framför vingen. Ovanför vingen är motorn monterad i ett motorfundamentet som avlastas mot centralkroppens ramverk. De båda vingarna avlastas förutom vid vingroten av fyra stycken vingstöttor anslutna till kroppens ramverk. Landstället består av två huvudhjul med skivbromsar samt ett pivotsvängande noshjul.
När den svenska prototypen nått så långt att det var dags att montera in motorn konstaterade Nyges tekniska chef att den tänkta Limbachmotorn inte skulle klara kraven för miljövärdighetsbevis med hänsyn till buller. Man inledde en jakt efter ny motor med bättre prestanda. Efter ett tag hittade man en flygplanskonverterad vattenkyld Mazda wankelmotor. Man började optimistiskt att konstruera och tillverka nya motorfästen. 
När motorn var på plats packades prototypen ner för att forslas till Hannovermässan i Tyskland. Flygplanet blev en succé, och om flygplanet varit i produktion kunde man ha sålt ett stort antal. När flygplanet återvänt till Nyköping och den inledande flygutprovningen skulle påbörjas stoppade åter igen den tekniska chefen arbetet. Det visade sig vara problem med servicepunkterna för motorn, bland annat skulle drivremmen i transmissionen bytas var hundrade timme. Jakten på en ny motor startade åter och valet föll ut på Continentals 0-200 motor på 80 hästkrafter. Nya motorfundament måste konstrueras och tillverkas samt en ny motorkåpa som gav motorn en jämn och effektiv luftkylning. När alla modifieringar var klara kunde äntligen jungfruflygningen genomföras på gamla F 11.